# Camptoloma pallida
Camptoloma pallida är en fjärilsart som beskrevs av Clayton Dissinger Mell 1943. Camptoloma pallida ingår i släktet Camptoloma och familjen björnspinnare. Inga underarter finns listade i Catalogue of Life.